# サン＝ポール＝ド＝フェヌイエ
サン＝ポール＝ド＝フェヌイエ （Saint-Paul-de-Fenouillet、オック語:Sant Pau de Fenolhet）は、フランス、オクシタニー地域圏、ピレネー＝オリアンタル県のコミューン。

## 地理
サン＝ポールは、フェヌイエード地方に属する。アリ川、ブルザーヌ川の合流地点にあたる。サン＝ポールは、アリ川が刻むギャラミュ峡谷の南半分を領域に含んでいる。

## 歴史

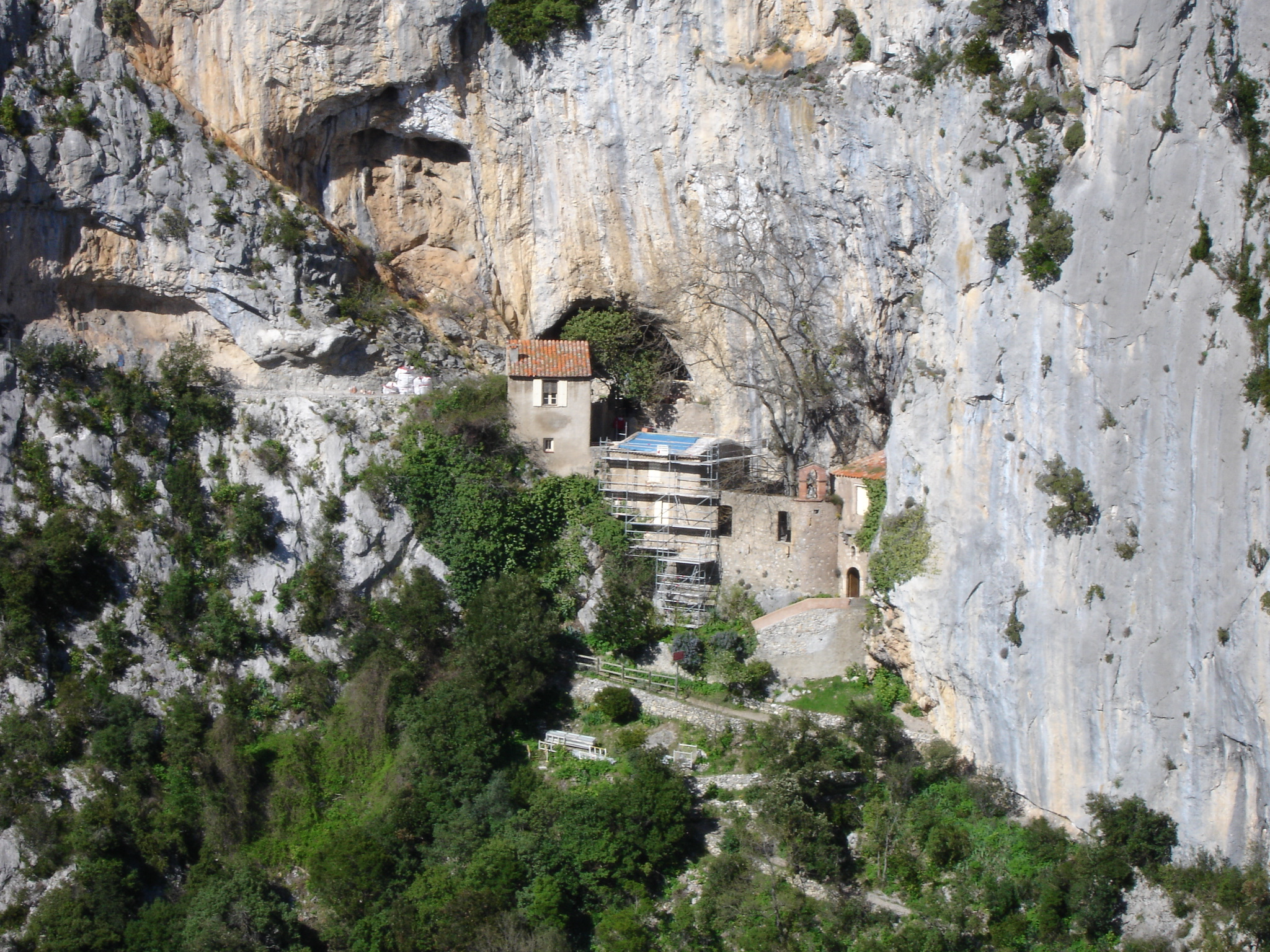
峡谷にあるサンタントワーヌ礼拝堂

先史時代に人が住んでいたのは、現在自然保護区となっているギャラミュ峡谷であった。おそらくそこがサン＝ポールに人が定住した最も古い場所である。石灰岩質の地下洞窟は、不安定な壁でいくつかに分割されていた。
7世紀から、ギャラミュ峡谷の洞窟はキリスト教隠者の隠れ家となった。彼らはそこで祈り禁欲につとめた。彼らは、砂漠の隠者の守護者大アントニウス（フランス語名アントワーヌ）の庇護下にあった。
これらの洞窟は、15世紀にフランチェスコ会の修道士に整備され、伝統ある復活祭の月曜日巡礼が行われる場所となり、遠くはカタルーニャから信者がやってきて聖霊降臨祭の月曜日に巡礼が行われていた。
1996年2月8日、マグニチュード5.6の地震がサン＝ポールで発生した。被害は軽かった。

## 人口統計
| 1962年 | 1968年 | 1975年 | 1982年 | 1990年 | 1999年 | 2007年 |
| ------ | ------ | ------ | ------ | ------ | ------ | ------ |
| 2436   | 2635   | 2531   | 2350   | 2214   | 1858   | 1966   |

参照元:INSEE · 

## 名物
サン＝ポールの名物は、アーモンドを使用したクッキー、クロカン（fr）である。チョコレートやヘーゼルナッツを使ったものもある。